# کار در خانه

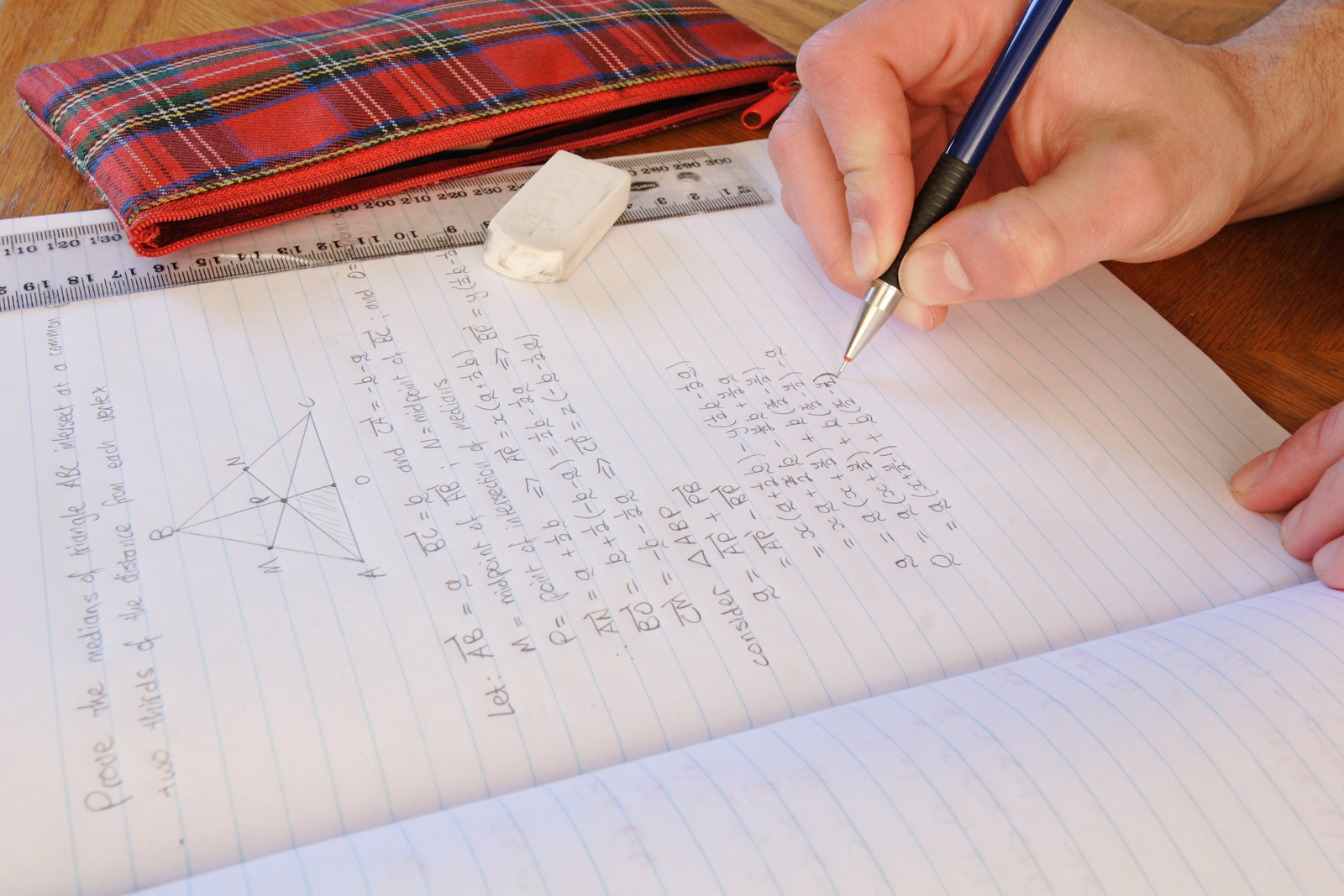
یک تن دارد کارِ خانهٔ هندسه را انجام می‌دهد

کار در خانه، تکلیف منزل یا مَشق، مجموعه وظایف و کارهایی است به دانش آموزان که توسط آموزگاران شان داده می‌شود تا پس از کلاس انجام شود. این وظایف ممکن است شامل خواندن، نگارش و تحقیق در مورد یک پروژه، حل تمرین‌های ریاضی برای تکمیل فرایند یادگیری، رونویسی از مطالب یا مطالعه و خلاصه نویسی از اطلاعاتی که پیش از یک آزمون نیاز است بازبینی شوند یا دیگر مهارت‌هایی نیاز به تمرین بیشتر دارند.
مطالعات زیادی پیرامون این مسئله انجام شده که به شکل خلاصه اجرای تکالیف در خانه عملکرد آکادمیک در فرزندان را بهبود نمی‌بخشد و تنها ممکن است مهارت‌های آکادمیک را در بین دانش آموزان بزرگسال را بهبود بخشد. کارِ خانه همچنین استرس برای دانش آموزان و والدینشان می‌آفریند و مدت زمانی را که دانش آموزان می‌توانند بیرون خانه به ورزش، بازی، کار، خواب یا فعالیتهای دیگر بپردازند را می‌کاهد.

## هدف‌ها
هدف‌های پایه‌ای اختصاص کارِ خانه به دانش‌آموزان همان آموزش و پرورش به‌طور عمومی است: افزودن شناخت و بهبود توانایی‌ها و مهارت‌های دانش آموزان، از پیش آماده ساختن شان برای درس‌های (دشوار) فراینده، اُستَنیدن و گستردن آنچه ایشان می‌دانند یا به کارگیری دانسته‌هایشان در شرایط متفاوت یا ادغام کردن توانایی‌ها شان با به‌کارگیری مهارت‌های دگرسان در یک کار دیگر. تکالیف خانه همچنین یک فرصت و نیک برای پدر و مادرها فراهم می‌نماید تا در آموزش فرزندان شان شرکت کنند. کارِ خانگی طراحی شده برای باز تمرین آنچه دانش‌آموزان از پیش آموخته‌اند. آموزگاران هدف‌های زیادی دارند برای اختصاص کار در خانه به دانش آموزان دارند که شامل:
- ورزیدن،
- پیش‌آمادش،[۵]
- مشارکت،
- توسعه شخصی،
- رابطه‌های پدرمادر–فرزند،
- ارتباط‌های پدرمادر–آموزگار،
- اندرکنشهای هم‌تایی،
- کارراه،
- ارتباط‌های همگانی، و
- تنبیه.